# جاك هالي (كرة سلة)
جاك هالي (بالإنجليزية: Jack Haley)‏ مواليد 27 يناير 1964 في لونغ بيتش - الوفاة 16 مارس 2015، كان مدرب كرة سلة أمريكي ولاعب. بدأ مسيرته الاحترافية في سنة 1987. تم اختياره من قبل فريق شيكاغو بولز خلال الدرافت. بلغ طوله 6 قدم 10 بوصة (2.1 م). اعتزل اللعب في 1998.

## المسيرة الاحترافية
لعب مع شيكاغو بولز من سنة 1988 إلى 1990، ثم لعب مع بروكلين نتس من سنة 1989 إلى 1991، ثم لعب مع لوس أنجلوس ليكرز في موسم 1991–1992، ثم لعب مع إيه إي كي في سنة 1993، ثم لعب مع سان أنطونيو سبرز من سنة 1993 إلى 1995، ثم لعب مع شيكاغو بولز في موسم 1995–1996، ثم لعب مع بروكلين نتس في موسم 1997–1998.

## روابط خارجية
- جاك هالي على موقع IMDb (الإنجليزية)
- جاك هالي على موقع إن بي أي (الإنجليزية)
- جاك هالي على موقع سبورتس رفرنس (الإنجليزية)
- جاك هالي على موقع الدوري الإسباني لكرة السلة (الإسبانية)
- جاك هالي على موقع كلية كرة السلة في سبورتس رفرنس.كوم (الإنجليزية)
- جاك هالي على موقع ريلجم (الإنجليزية)
- جاك هالي على موقع بروبوليرز (الإنجليزية)
- جاك هالي على موقع سبورتس رفرنس (الإنجليزية)